# Sibyl Hathaway
Sibyl Mary Hathaway, de soltera Beaumont, (Guernsey, 13 de enero de 1884 – Sark, 1 de julio de 1974) fue Dama de Sark desde 1927 hasta su muerte en 1974. Su gobierno de 47 años sobre la pequeña isla de Sark, en las Islas del Canal, abarcó los reinados de cuatro monarcas británicos: Jorge V, Eduardo VIII, Jorge VI e Isabel II.
La Dama era hija del excéntrico señor de Sark, William Frederick Collings. Sibyl aprendió francés, sarkés, normando y alemán antes de convertirse en dama feudal de Sark. Se casó con Dudley Beaumont en 1901 y tuvieron siete hijos. Uno de ellos falleció en la infancia y su esposo falleció a causa de la gripe española en 1918, dejándola viuda y en graves dificultades económicas. Sucedió a su padre en 1927 e inmediatamente se dedicó a reforzar sus derechos feudales y a promover el turismo en la isla, a la que cariñosamente llamaba «el último bastión del feudalismo». Cuando volvió a casarse en 1929, su segundo marido, Robert Hathaway, se convirtió legalmente en su corregente principal, pero ella mantuvo el control del gobierno.
El mandato de Sibyl presenció la ocupación alemana de las Islas del Canal durante la Segunda Guerra Mundial, durante la cual se negó a abandonar la isla y convenció a los isleños para que también se quedaran. Su hijo mayor y heredero aparente, Francis William Beaumont, murió en un bombardeo alemán en Liverpool en 1941, mientras que su esposo fue deportado a un campo de internamiento en 1943. Es especialmente conocida por su indomable conducta durante la ocupación. Tras la guerra, continuó su campaña publicitaria, impulsando el sector turístico de la isla.
Tras enviudar de nuevo en 1954, gobernó su feudo en solitario y el Gobierno británico la nombró Dama Comendadora de la Orden del Imperio Británico en 1965. Un funcionario del gobierno la describió como una «dama de personalidad inusual» y a menudo se la ha descritó como una dictadora benévola. Falleció a los 90 años y su nieto Michael Beaumont la sucedida en el gobierno de la isla.

## Infancia y juventud
Sibyl Mary Collings nació en Guernsey, en una casa que perteneció a John Allaire, su tatarabuelo corsario, cuyos negocios le permitieron heredar el feudo de Sark a su hija, Marie Collings. Sus padres fueron William Frederick Collings y su esposa, Sophie (de soltera Moffatt), nacida en Montreal. Collings nació dos años después de que su padre, conocido por su intemperancia, heredara el feudo de su padre, William Thomas Collings. Sibyl tenía una hermana llamada Doris.
Desde que era muy pequeña su padre la trató como si fuera un niño. Era coja debido a la longitud desigual de sus piernas, pero eso no le impidió insistir en enseñarle a disparar, navegar y escalar acantilados. Nunca permitió que sus hijas se quejaran de dolor o tristeza, y su sucesora posteriormente le agradeció por «poder vivir una vida libre de la incomodidad de la autocompasión». Como futura gobernante de una isla situada entre Francia y el Reino Unido, aprendió francés estándar y el dialecto sarkés del idioma normando.

## Primer matrimonio

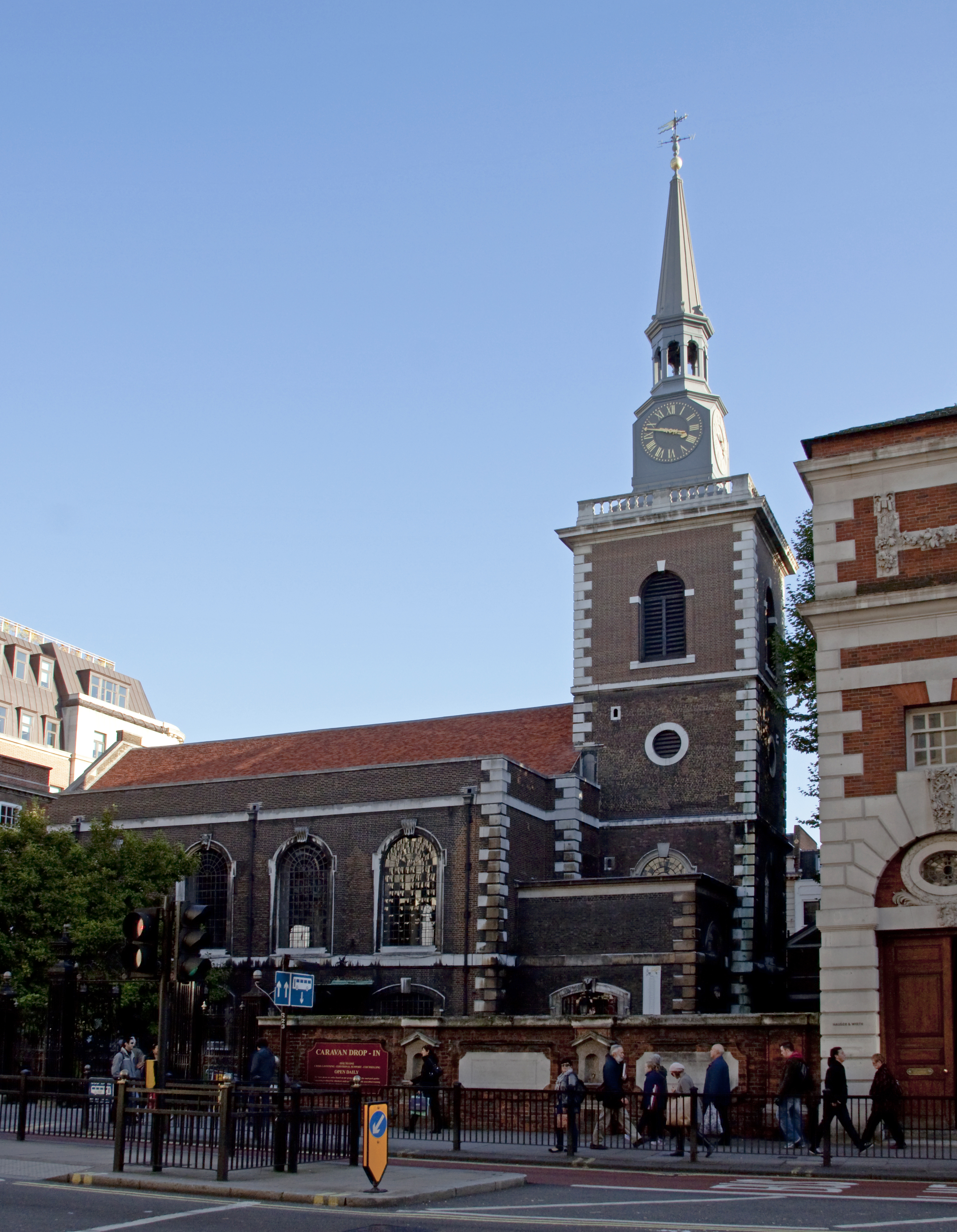
La iglesia de St James en Piccadilly donde Sybil y Beaumont se casaron en 1901

A los 15 años, Sybil se enamoró de Dudley Beaumont, un pintor británico que no sabía ni disparar ni escalar acantilados, y a quien su padre consideraba un «debilucho». Su padre dejó claro que se oponía rotundamente a la relación, pero Sibyl siguió viéndose con él. En 1901, tras una acalorada discusión, su padre la sacó de su dormitorio a medianoche y la echó de la residencia señorial descalza y en camisón. Sybil permaneció entre los setos del jardín hasta que Beaumont, alertado por su madre (en una época anterior al teléfono), la encontró antes del amanecer. Su padre se arrepintió de su acción casi de inmediato y la buscó por toda la isla a la mañana siguiente, pero ella había decidido irse. Embarcó en un barco hacia la vecina isla de Guernsey. Cuando el Seigneur irrumpió a bordo buscándola, el capitán la ocultó. Desde Guernsey, viajó a casa de un pariente en Londres. Poco después se casó con Beaumont en la iglesia de St. James, en Piccadilly (Londres).
Sibyl Beaumont no tuvo contacto con su padre durante el año siguiente, hasta el nacimiento de su primera hija, Bridget (1902-1948). Deseoso de reconciliarse con su hija, su padre le envió un telegrama de felicitación con palabras de consuelo, ya que su primer vástago había sido una niña: «Lo siento, era una zorra». Sybil tuvo seis hijos más: cuatro varones: Francis William Lionel, Cyril John Astley, Basil Ian (fallecido en la infancia) y Richard Vyvyan Dudley, y dos hijas: Douce Alianore Daphne y Jehanne Rosemary Ernestine (nacida póstumamente). La familia se mudó a Sark en 1912, unos años después de la muerte de su madre.
En su autobiografía de 1961, escribió extensamente sobre su relación con su primer marido. Dudley Beaumont, quien sirvió en el ejército británico como oficial durante la Primera Guerra Mundial, murió el 24 de noviembre de 1918 durante la pandemia de gripe española. Su muerte la dejó viuda y embarazada, con una situación financiera muy precaria. Sin embargo, ni su padre ni su suegro, el oficial del ejército William Spencer Beaumont, estaban dispuestos a brindar apoyo financiero a la viuda y sus seis hijos sobrevivientes. Aprendió alemán y comenzó a trabajar para la YMCA en Colonia. También trabajó para el Ejército Británico del Rin y crio ganado de premio.

## Adhesión y nuevo matrimonio
Su padre, William Frederick Collings, falleció el 20 de junio de 1927 y le sucedió como señor feudal de Sark su hija viuda. Hacia el final de su vida, dejó de exigir a los habitantes el pago de diezmos, trigo y gallinaza (un impuesto feudal que consistía en la entrega de dos gallinas). Tras su ascenso al gobierno de la isla, la nueva Dama de Sark reafirmó de inmediato sus derechos feudales, e incluso comentó: «Siempre me dan las gallinas más flacas y viejas».

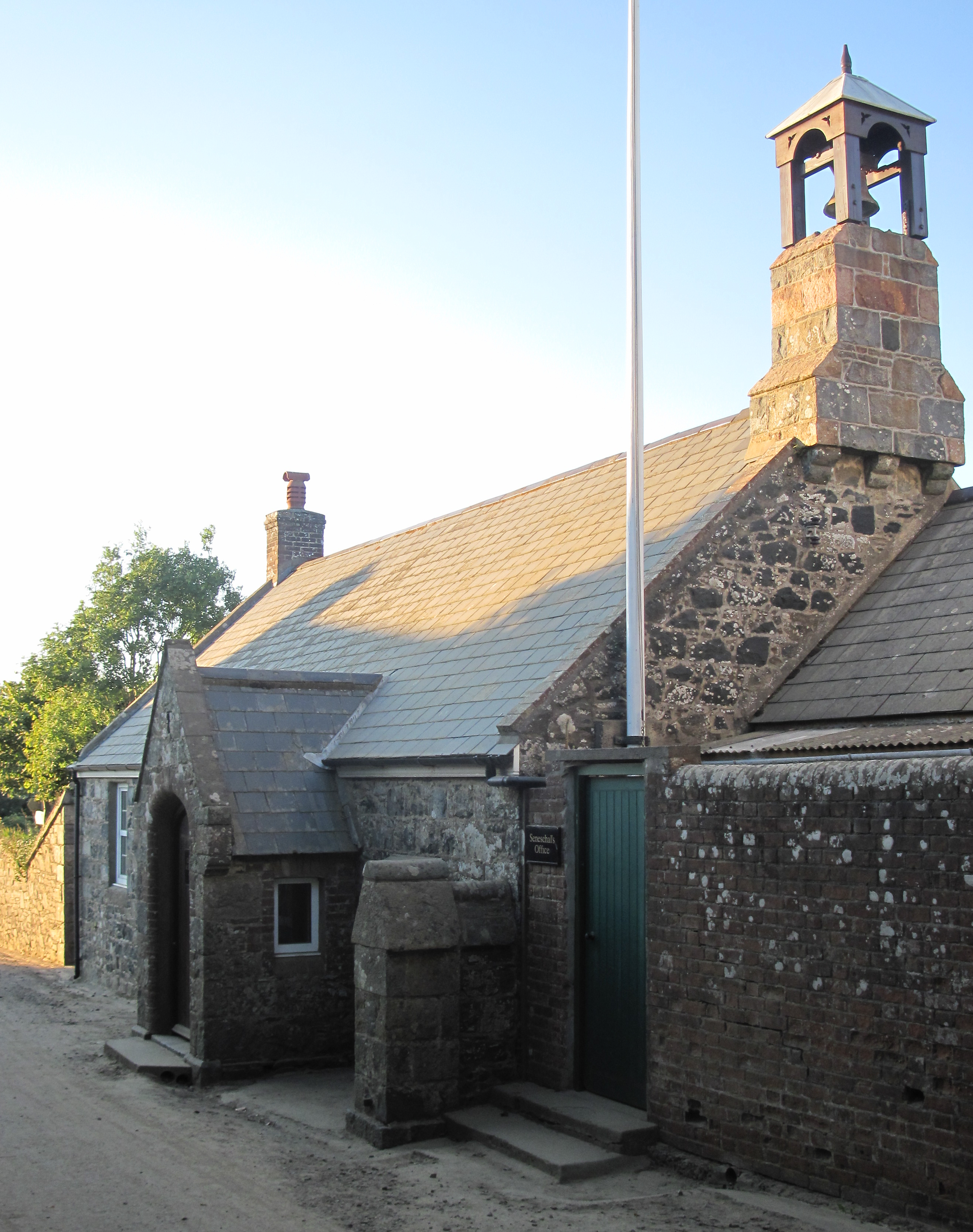
El edificio del Chief Pleas

Algunos isleños se quejaban de que Sark era el último vestigio del feudalismo en Europa, pero la Dama sostenía que debía fomentarse la agricultura para que la isla fuera más autosuficiente. Utilizó el singular sistema feudal de la isla para atraer turistas y se negó a permitir que nada los disuadiera arruinando su tranquilidad. Así, prohibió los vehículos a motor y los campamentos vacacionales, pero el Chief Pleas (el parlamento de la isla) se negó a aprobar una ordenanza que prohibiera la venta de alcohol a cualquier persona conocida por su estado de embriaguez. Al igual que su hijo mayor, Francis, heredero aparente del señorío, estaba fascinada por la producción cinematográfica. Mientras se rodaba «Cita con Venus» en Sark en 1951, la Dama incluso se dignó permitir el desembarque de un coche, creyendo ostensiblemente que «un Land Rover era una especie de Boy Scout de alto rango».
En otoño de 1929, la Dama se dirigía a Estados Unidos de vacaciones cuando conoció a Robert Hathaway, un exaviador del ejército nacido en ese país. El 5 de noviembre, después su regreso de Estados Unidos y tras un noviazgo de apenas doce días, se casaron en la iglesia parroquial de St. Marylebone en Londres. Robert no sabía que el matrimonio lo convertía jure uxoris en Seigneur de Sark, cogobernante de la isla junto con su esposa, hasta que pusieron un pie en la isla. Sin embargo, la fuerte personalidad de Hathaway le permitió tener la última palabra en los asuntos de gobierno; mientras su esposo asistía a las reuniones gubernamentales como señor, ella lo acompañaba para «darle consejos». Las giras de charlas y conferencias que dio por Estados Unidos, con la ayuda de los contactos de su segundo esposo, formaban parte de sus esfuerzos por promover el turismo y generar más ingresos para la isla.

## Segunda Guerra Mundial
Su mandato como señora fue interrumpido por la ocupación alemana de las islas del Canal durante la Segunda Guerra Mundial, ocupación que se alargó del 3 de julio de 1940 al 8 de mayo de 1945. Si bien algunos habitantes de otras islas del Canal fueron evacuados, Hathaway declaró que no abandonaría su isla y convenció a los isleños nativos para que también se quedaran.
La mayoría de los isleños le guardaron un profundo resentimiento por su decisión de permanecer en Sark durante los cinco años de ocupación aelmana siguientes, aunque este rencor se matizó después de la guerra cuando vieron cómo la evacuación total de la vecina isla de Alderney había destruido su economía. La dama hizo que su oficial superior se reuniera con los oficiales alemanes en el puerto y los escoltara hasta su residencia, donde su doncella los anunció como si fueran invitados.

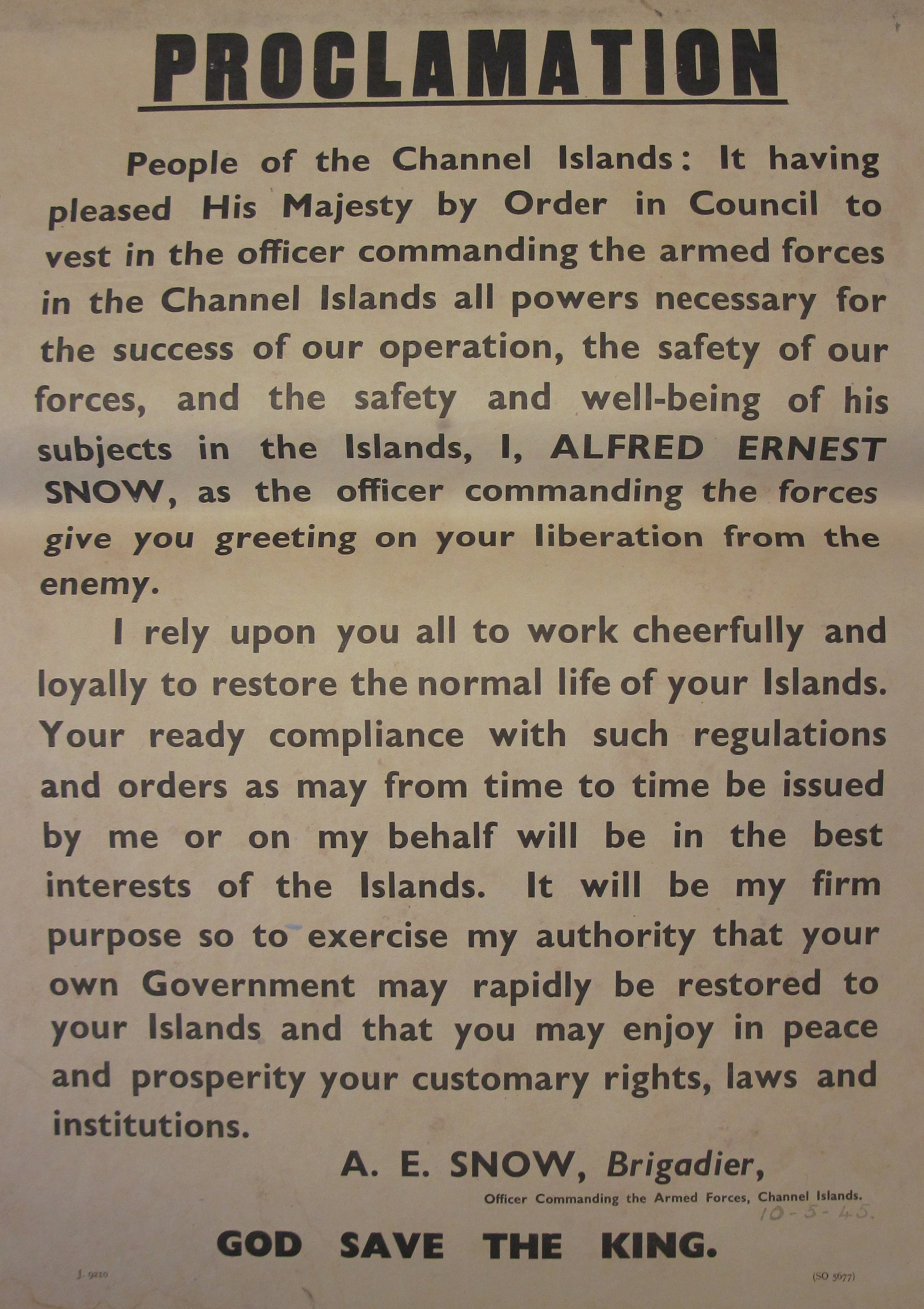
Proclamación de la liberación de las Islas del Canal

Hathaway era muy respetada tanto por los isleños como por los alemanes, cuyo idioma dominaba a la perfección, por el liderazgo que ejerció durante este período. El ministro del Interior británico, Herbert Morrison, observó que mantuvo «casi el control absoluto de la situación» durante toda la ocupación. Así mismo mantuvo una relación amistosa con Eugen Fürst zu Oettingen-Wallerstein, el comandante alemán destinado en Guernsey, como lo indicaba su cordial correspondencia.
Muchos otros oficiales alemanes a cargo de las Islas del Canal también eran de extracción noble, y Hathaway explotó su «rígida formalidad alemana» dejando en claro que «esperaba ser tratada... con la rígida etiqueta a la que estaban acostumbrados en su propio país». Ella insistió en que los oficiales alemanes se acercaran a ella y no al revés, y esperaba que hicieran una reverencia, le besaran la mano y volvieran a inclinarse antes de permitirles tomar asiento. Utilizó la influencia que tenía sobre el Príncipe de Oettingen-Wallerstein, para lograr que el médico del ejército alemán destinado en Sark tratara a los isleños enfermos. Cuando los alemanes ordenaron que todos los habitantes de la isla recibieran instrucción en alemán, la Dama ofreció una habitación en su residencia como aula para los niños de la isla.
Su hijo mayor, Francis, y su segunda esposa, la actriz de cine Mary Lawson, murieron durante el bombardeo de Liverpool; con lo que su nieto Michael se convirtió en el primero en la sucesión para heredar la isla.  Su esposo fue deportado al campo de prisioneros de guerra, Ilag VII, en Laufen, Baviera, en febrero de 1943, donde permaneció durante el resto de la guerra. No firmó ningún documento que delegara su autoridad señorial, lo que significaba que la legalidad de las ordenanzas emitidas por Hathaway durante este período era, en el mejor de los casos, cuestionable. Además se negó a firmar las órdenes emitidas por los alemanes, argumentando que simplemente no le correspondía firmarlas. Se sintió insultada por una orden que prohibía las relaciones sexuales entre los isleños y las tropas alemanas con el argumento de un brote de enfermedades venéreas, ya que la orden implicaba que las mujeres locales tenían relaciones con los alemanes.
Según el historiador británico David Fraser, Sibyl no se opuso a una serie de órdenes antisemitas emitidas previamente por las autoridades alemanas y que afectaban, entre otros, a su amiga judía checa Annie Wranowsky.
Los isleños sufrieron una grave escasez de alimentos durante los últimos meses de la ocupación. Hathaway organizó un asalto a las reservas de grano alemanas y salvó a muchas familias de la hambruna con su reserva secreta de patatas. La isla de Sark fue finalmente liberada el 10 de mayo de 1945. Tres oficiales británicos llegaron y, tras explicar que no había tropas británicas disponibles, le pidieron a la Dama que se hiciera cargo de los 275 hombres de la guarnición alemana derrotada. Además se aseguró que los soldados germanos limpiaran de minas la isla. Sin embargo, estaba extremadamente preocupada por el estatus legal de las decisiones que había emitido durante la guerra que se trasladó hasta Guernsey para validarlas tan pronto como la isla fue liberada.
Su experiencia con la ocupación alemana inspiró la obra de William Douglas-Home, La dama de Sark. La forma en que recibía a los alemanes ha sido descrita como impresionante y excesivamente cordial. Ella sentía que no había nada que ganar siendo grosera con ellos.

## Posguerra

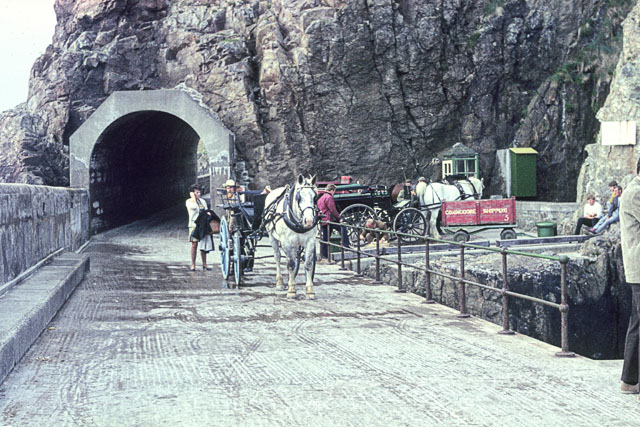
El puerto de Maseline, considerado por Hathaway como su mayor éxito, fotografiado en 1968.

Después del final de la guerra y la ocupación alemana de las islas, Hathaway continuó impulsando el turismo de Sark y abogó por la construcción de un nuevo puerto. En 1949, ella y su esposo recibieron a la princesa Isabel, duquesa de Edimburgo (posteriormente la reina Isabel II) y a su esposo, Felipe, duque de Edimburgo, quienes inauguraron el nuevo puerto. Ese mismo año, Hathaway fue nombrada Oficial de la Orden del Imperio Británico.
El feliz matrimonio de Sibyl y Robert terminó con la muerte de su esposo en 1954, seis años después del fallecimiento de su hija mayor, Bridget. Hathaway, viuda de nuevo, recuperó la autoridad total sobre la isla. En 1957, la reina Isabel II y el duque de Edimburgo regresaron a Sark; esta fue la primera vez que un monarca reinante visitaba la isla.
Hathaway rindió homenaje a la Reina en esa ocasión; la primera vez que dicha ceremonia se realizaba en el propio Sark. Su autobiografía, Dame of Sark, se publicó en 1961.
En el 400.º aniversario de la concesión de la Carta Magna por la reina Isabel I, firmada en 1565 al primer señor de Sark, Hellier de Carteret, Hathaway fue nombrada Dama Comendadora de la Orden del Imperio Británico en el Palacio de Buckingham. En broma, se refirió a sí misma como una «doble dama». Sin embargo, poco después, su hija, Douce Briscoe, falleció en 1967 tras haber luchado contra el alcoholismo durante mucho tiempo.
En 1969, se preocupó cada vez más por la intromisión de la Comisión Real sobre la Constitución en sus asuntos. Simultáneamente, mantuvo una acalorada disputa con el Chief Pleas, alegando que sus miembros violaban las leyes que ellos mismos habían aprobado y que su mala conducta amenazaba con hacer inútil su campaña turística. Conmocionó a los isleños al anunciar su intención de devolver la carta de la isla a la Corona «de forma similar a como lo hizo la familia hereditaria Le Mesurier en Alderney» y recomendar que Guernsey asumiera el gobierno. La amenaza surtió efecto; las regulaciones se aplicaron repentinamente de forma mucho más estricta. A principios del año siguiente, Hathaway se retractó de su anuncio, persuadida «por la enorme cantidad de cartas y solicitudes» que había recibido.

## Muerte
Su hijo Cyril Beaumont falleció en 1973, convirtiéndose en el quinto de sus hijos que moría antes que ella. A principios del año siguiente, la nonagenaria dio su aprobación para la representación teatral de la obra de William Douglas-Home, La Dama de Sark, inspirada en sus propias experiencias en la Segunda Guerra Mundial. Esperaba con ilusión conocer a Celia Johnson, quien interpretaría el papel principal, pero falleció repentinamente en La Seigneurie de un ataque al corazón el 14 de julio de 1974.
Tras su muerte el señorío pasó de la benévola dictadora, a quien un funcionario del gobierno británico calificó de «dama de personalidad inusual», a su nieto Michael Beaumont. La pequeña isla de Sark siguió siendo «el último bastión del feudalismo» en Europa, como ella lo expresó con orgullo, hasta 2008, cuando se establecieron el sufragio universal y un gobierno democrático.